# Boletus subcaerulescens
Espèce
Boletus subcaerulescens, de son nom vernaculaire en français Cèpe à pores bleuissants est un champignon basidiomycètes comestible rare de la côte est de l'Amérique du Nord. Cèpe du genre Boletus de la famille des Boletaceae, il est morphologiquement proche de boletus edulis. La phylogénétique va le placer dans le clade de Boletus rex-veris, un des cinq clades des Boletus edulis sensu lato. Ce bolet se distingue des autres cèpes par une cuticule plissée et alvéolée et par ses pores bleuissant et son pied pourpré qui verdit à l'ammoniaque.

## Taxinomie

### Nom binomial accepté
Boletus subcaerulescens (E.A. Dick & Snell) Both, Bessette & A.R. Bessette

### Synonyme
Ce bolet a été longtemps déterminé comme Boletus separans var. subcaerulescens ou Boletus edulis ssp. subcaerulescens. Son pied bleuit à l'ammoniaque et ses hyphes de la cuticule piléique se terminent par des cellules clavées, comme chez Xanthoconium separans.

## Description du sporophore

### Hyménophore
Hyménophore (chapeau) de 6-12 cm de diam., hémisphérique puis largement convexe à subétalé, sec, glabre, souvent plissé-alvéolé, brun rougeâtre à brun pourpré, pâlissant avec l'âge, parfois jusqu'à jaunâtre-rosé, à marge relevée avec l'âge, avec bande étroite de tissu stérile.

### Hyménium
Hyménium blanc puis jaune olivacé à maturité, bleuissant lentement au froissement chez les spécimens à mi développement, parfois pas plus jeune. les pores sont circulaires et petits, 2-3 par mm. Couche de tubes déprimée près du pied, concolore à la face poroïde, jusqu'à 1,5 cm de longueur.

### Stipe
Le stipe (pied) est de 8 à 15 x 2 à 3 cm, subégal à clavé vers la base, parfois subbulbeux, parfois avec extension racinaire pointue, plein, sec, finement réticulé sur toute la longueur, brunâtre-jaunâtre, rosé ou pourpré par endroits, devenant bleu-vert à l'ammoniaque. Le voile partiel est absent.

### Chair
La chair est blanche, vineux terne au-dessus des tubes, devenant vineuse près de la cuticule, ailleurs immuable, à odeur indistincte, parfois citronnée, et saveur douce, de noisette.

## Spores
Sporée brun olive, spores subfusiformes à cylindriques, lisses, ochracé pâle, 12-17,5 x 4-5,5 µm.

## Habitat
Amérique du Nord, Côte est, solitaire, dispersé ou grégaire; sur sol surtout des plantations de pins sylvestres et des prucheraies ; rare

## Saison
fin-juillet à septembre

## Comestibilité
excellent comestible, proche de boletus edulis européen.